# Kompott

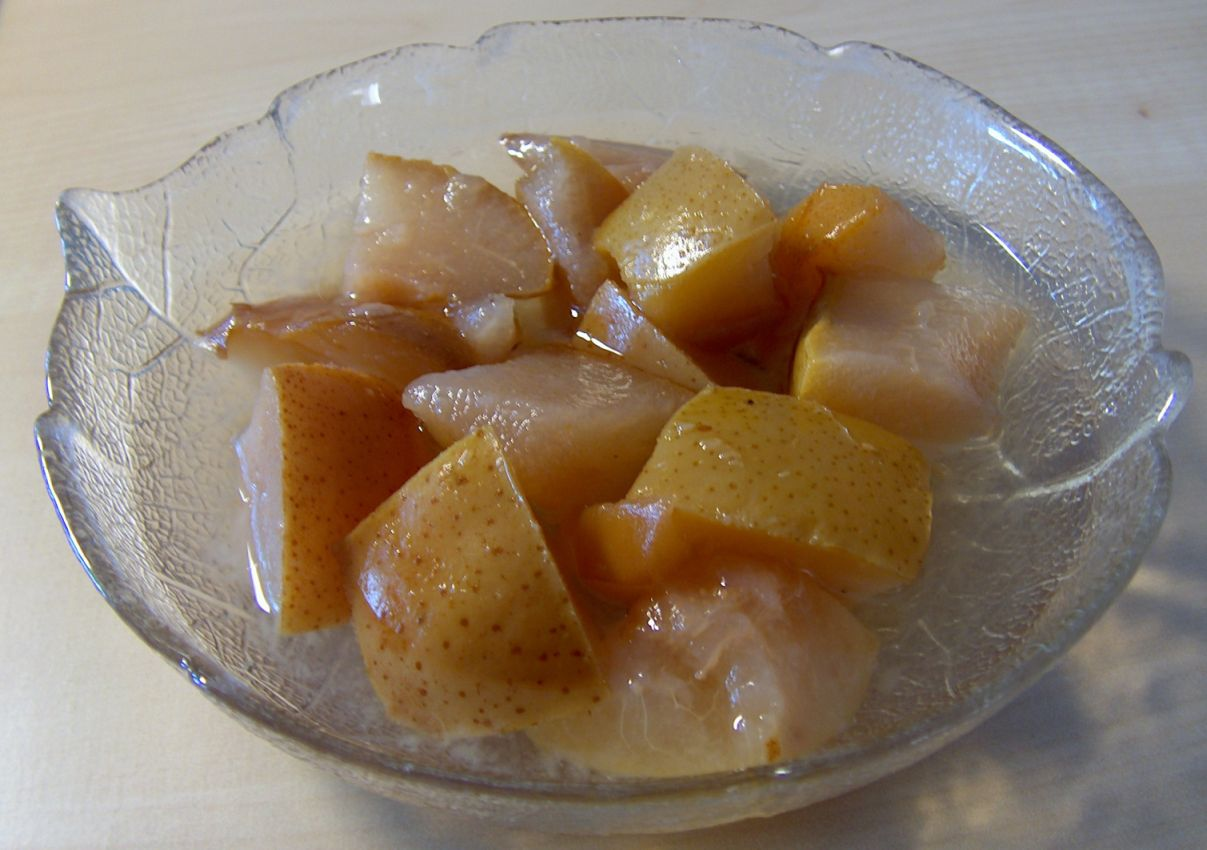
Eine Schüssel Birnenkompott

Ein Kompott (frz. compote „Gemisch“) ist eine Süßspeise, meist aus gekochtem oder eingemachtem Obst. Auch aus Gemüse, wie zum Beispiel Rhabarber, kann Kompott hergestellt werden. Kompottfrüchte werden seit dem 19. Jahrhundert als Obstkonserven im Haushalt und auch industriell hergestellt. Dunstfrüchte bzw. Dunstobst zählen nicht zu den Kompotten.
Kompott wird aus ganzem oder geteiltem Obst wie beispielsweise Birnen, Kirschen oder Zwetschgen hergestellt. Das Obst wird in einer Flüssigkeit, zum Beispiel Wasser, Sirup, Fruchtsaft oder Wein, sanft gegart. Häufig werden Gewürze wie Zimt und Gewürznelken hinzugegeben. Das Kompott kann kalt oder warm serviert werden, oder es wird in Weckgläsern eingekocht.
In einigen Gegenden des deutschen Sprachraumes werden auch das zu Mus gekochte Obst (wie Apfelmus) oder Süßspeisen mit oder ohne Früchte Kompott genannt. Gelegentlich (beispielsweise in Sachsen) findet sich auch eine Verwendung des Begriffs Kompott als Synonym für Nachtisch ganz allgemein.
In Polen bezeichnet kompot ein Getränk, das aus mit Zucker eingemachtem Obst hergestellt wird.
Kompott wird zum Nachtisch gereicht oder ist Beilage zu Süßspeisen wie Grießbrei. Auch zu Wild- und Geflügelgerichten wird Kompott als Beilage angeboten, häufig eine in Rotwein gegarte Birne.